# Liste der Monuments historiques in Montgeroult
Die Liste der Monuments historiques in Montgeroult führt die Monuments historiques in der französischen Gemeinde Montgeroult auf.

## Liste der Bauwerke
| Bezeichnung                       | Beschreibung                  | Standort | Kennzeichnung | Schutzstatus | Datum | Bild           |
| --------------------------------- | ----------------------------- | -------- | ------------- | ------------ | ----- | -------------- |
| Schloss                           | Erbaut ab dem 17. Jahrhundert | (Lage)   | PA00080127    | Classé       | 1996  | weitere Bilder |
| Kirche Notre-Dame-de-l’Assomption | Erbaut im 12. Jahrhundert     | (Lage)   | PA00080128    | Classé       | 1941  | weitere Bilder |

## Liste der Objekte

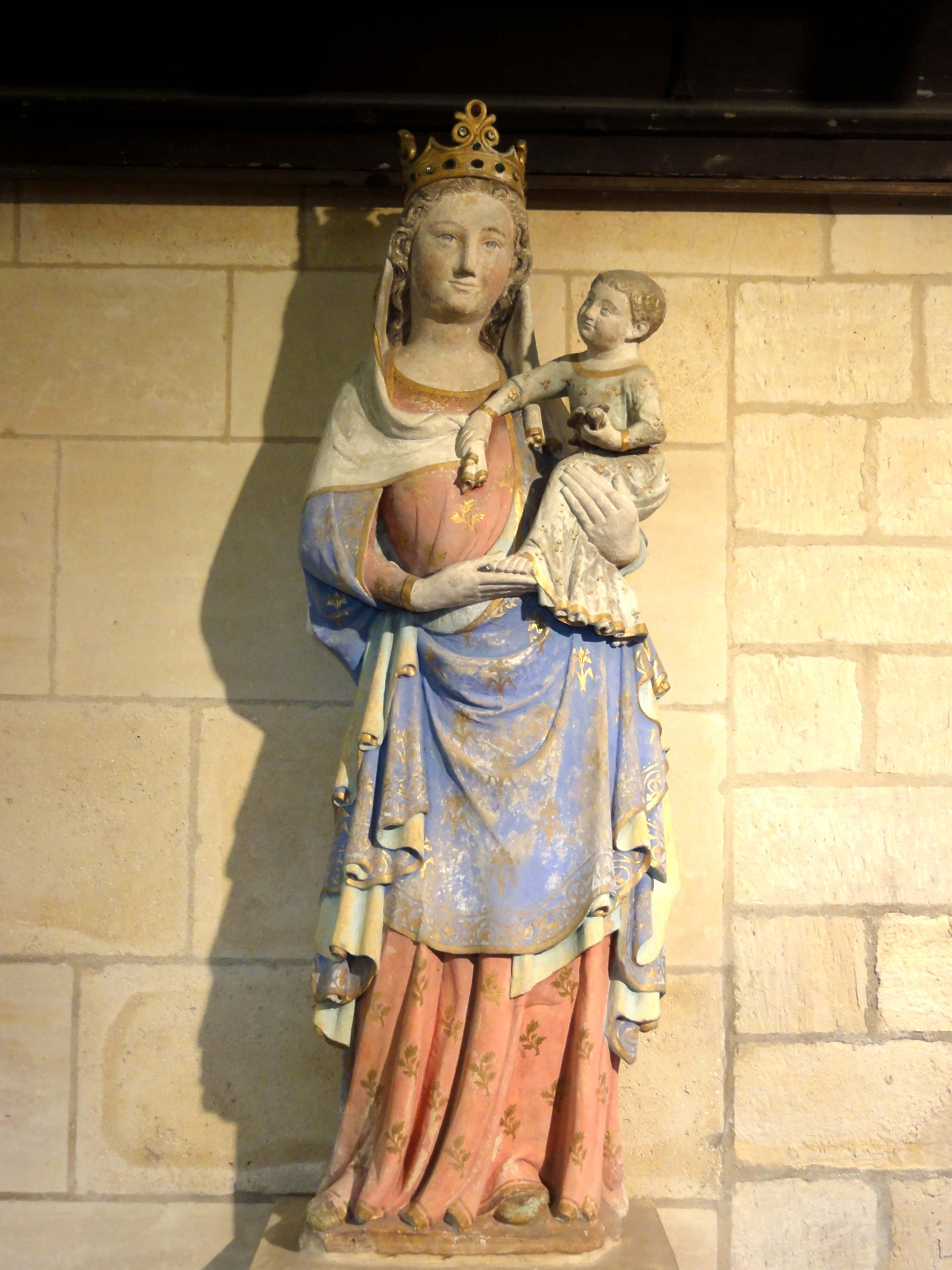
Skulptur Madonna mit Kind (14. Jahrhundert) in der Kirche Notre-Dame-de-l’Assomption

- Monuments historiques (Objekte) in Montgeroult in der Base Palissy des französischen Kultusministeriums